# Ingeborg von Rath
Ingeborg von Rath (* 4. Juni 1902 in Bonn; † 2. Juli 1984 ebenda) war eine deutsche Bildhauerin, Holzschnitzerin und Medailleurin, Zeichnerin und Lehrbeauftragte an der Rheinischen Friedrich-Wilhelms-Universität Bonn.

## Leben

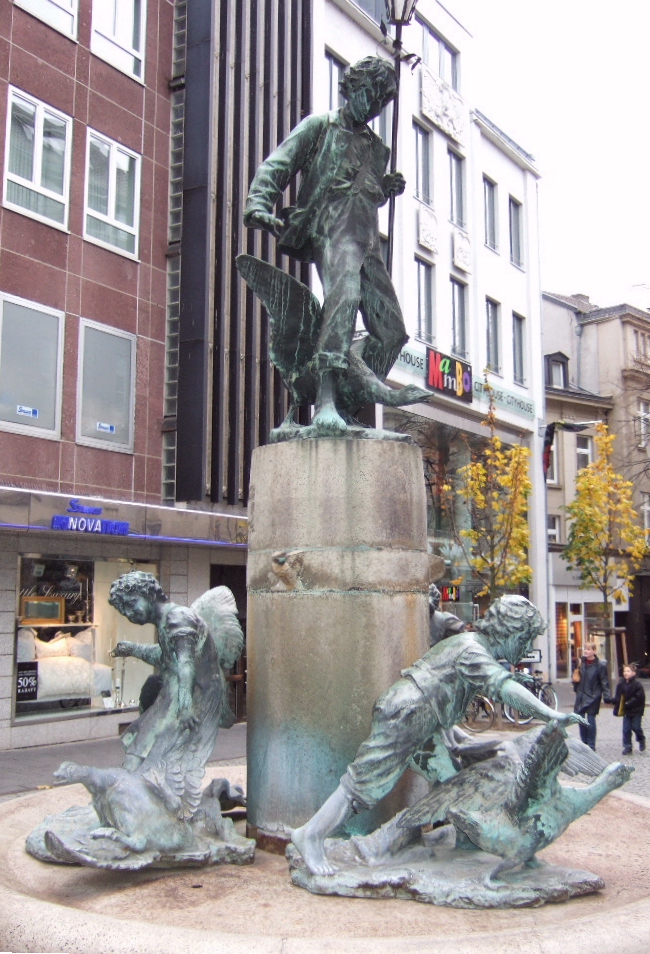
Die Figuren des 1902 von Heinrich Goetschmann geschaffenen Martinsbrunnen, von den Nationalsozialisten eingeschmolzen und 1958 nach alten Gipsformen von von Rath wiedergegossen

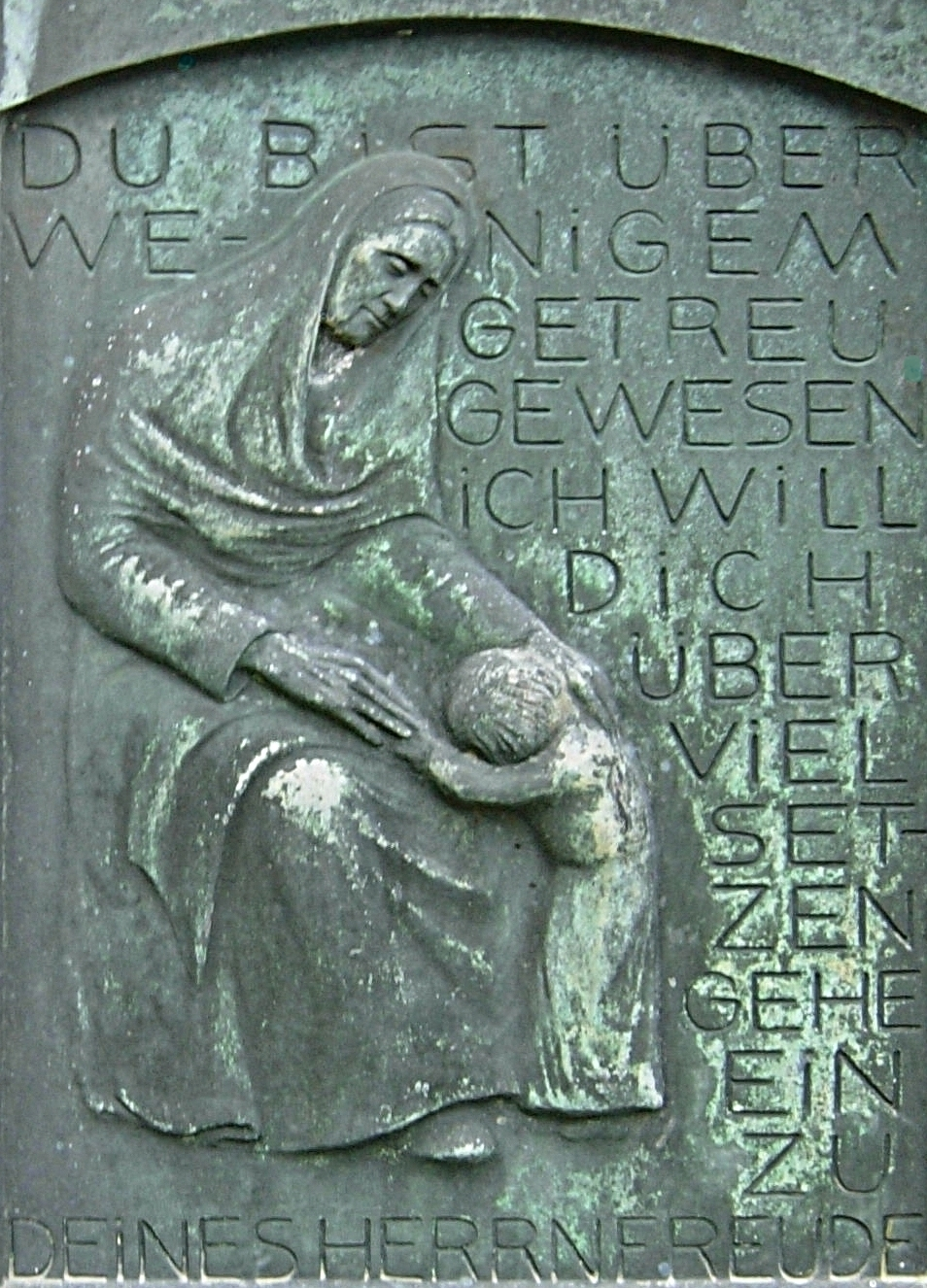
Relief für Katharina Winkelmann (1848–1933) am Grabmal auf dem Poppelsdorfer Friedhof in Bonn

Ingeborg von Rath durchlief ihre erste Ausbildung in der Bonner Bildhauerwerkstatt von Karl Menser. Anschließend ging sie nach Tirol, wo sie zusätzlich die Holzschnitzerkunst erlernte. Zurück in ihrer Heimatstadt, eröffnete sie dort 1925 ein eigenes Atelier.
Im Jahre 1929 nahm der Fotograf August Sander ein Porträt der Künstlerin auf, die sich so früh in die Selbständigkeit wagte. Ein Gelatine-Silber-Abzug der Fotografie im Stil der Neuen Sachlichkeit findet sich heute im J. Paul Getty Museum.
Im Jahr 1944 erhielt Ingeborg von Rath einen Lehrauftrag für Zeichnen und Modellieren an der Rheinischen Friedrich-Wilhelms-Universität Bonn im Rahmen des „Studios Bildende Kunst“, wo sie bis 1971 unterrichtete.
Zu ihren Schülern gehörte die Tierbildhauerin Vera Lwowski, geb. Caminneci.

## Werk (Auswahl)
- 1950: Bronzene Medaille mit dem Porträt des Bonner Chemikers Paul Pfeiffer, rückseitig mit einem Gittermodell der Atome eines Kristalls[1]
- Juni 1963 (datiert): Medaille mit Künstlersignatur und den Porträts von Konrad Adenauer und John F. Kennedy anlässlich des Besuchs des US-amerikanischen Präsidenten in der Bundesrepublik Deutschland, rückseitig mit den Worten „Welcome President Kennedy“ und „Deutschland grüßt Kennedy“[1]